# Instituto Universitário de Estudos do Desenvolvimento

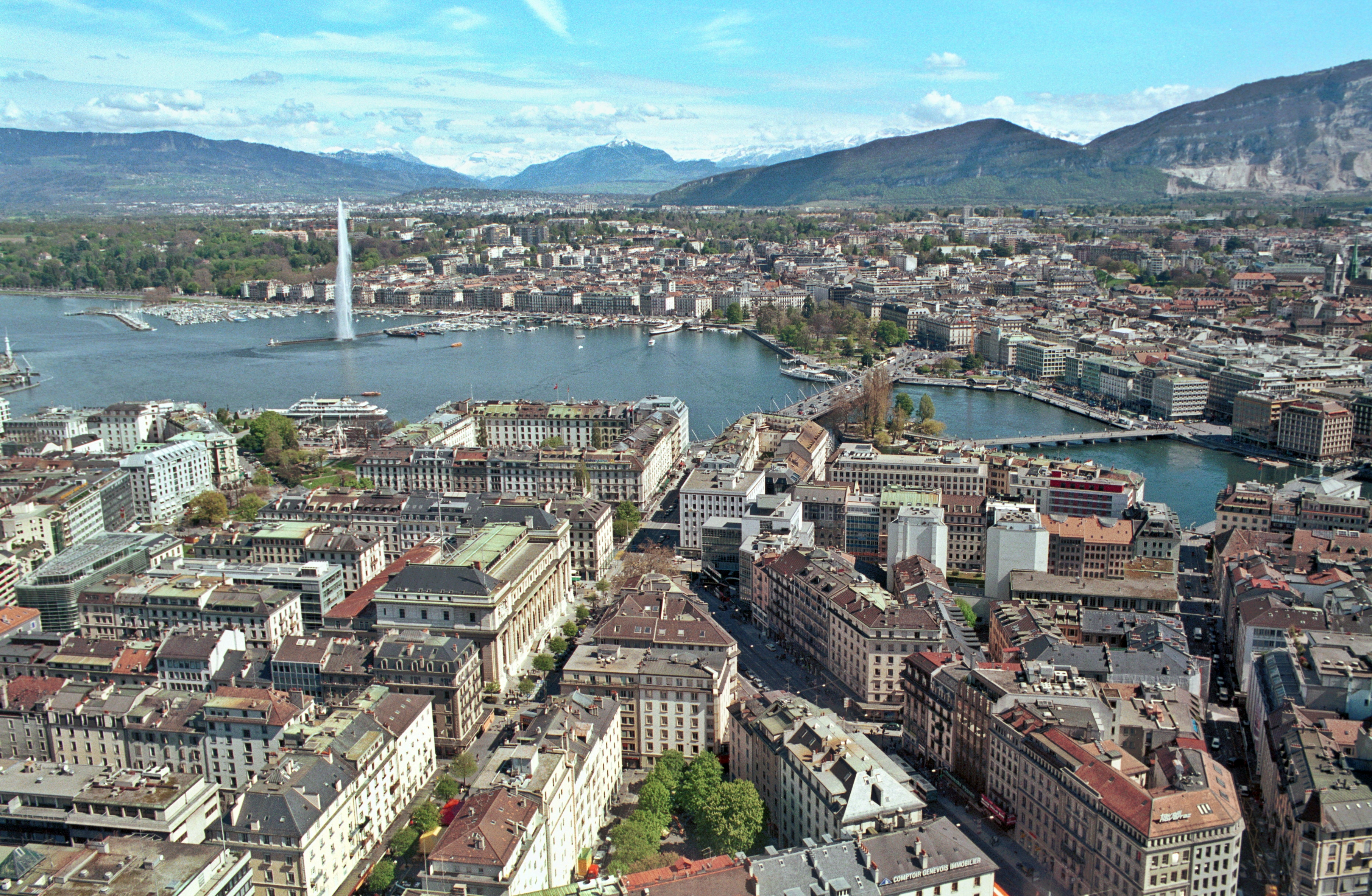
Fotografia aérea de Genebra, o porto, o jato d'eau, o Pont du Mont-Blanc, 26 de abril de 2005.

O Instituto Universitário de Estudos do Desenvolvimento (IUED) é uma instituição de direito privado vinculada à Universidade de Genebra na Suíça. O instituto foi fundado em 1961, sob o nome de Instituto Africano de Genebra. As suas línguas oficiais são o francês, o inglês e o espanhol. Em 2007 foi criado o Instituto de Altos Estudos Internacionais e do Desenvolvimento (IHEID) unindo este instituto com o Instituto Universitário de Altos Estudos Internacionais (IUHEI).

## História
Em 1961 foi criado o Centro Genebrino para a Formação de Quadros Africanos pelo Estado de Genebra. Este centro correspondia à preocupação das autoridades políticas e universitárias por contar com um centro que acolhesse estudantes e praticantes africanos e criar um lugar de reflexão e de investigação para as pessoas interessadas nos problemas do desenvolvimento. Este centro se converteu no Instituto Africano de Genebra em 1962, no Instituto de Estudos de Desenvolvimento em 1973, e finalmente, com a assinatura em 1977 de um acordo com a Universidade de Genebra, no atual Instituto universitário de estudos do desenvolvimento (fundação privada).
Especializado inicialmente na África, o Instituto se abriu rapidamente sobre Ásia e América Latina e atualmente recebe estudantes do mundo inteiro. Existem diferentes programas de formação, de investigação e de atividades operativas.